# Michelbouch
Michelbouch är en ort i Luxemburg.   Den ligger i distriktet Diekirch, i den centrala delen av landet, 24 kilometer norr om huvudstaden Luxemburg. Michelbouch ligger 368 meter över havet och antalet invånare är 116.
Terrängen runt Michelbouch är platt söderut, men norrut är den kuperad.  Närmaste större samhälle är Ettelbruck, 6,8 kilometer nordost om Michelbouch. 
I omgivningarna runt Michelbouch växer i huvudsak blandskog. Runt Michelbouch är det ganska tätbefolkat, med 116 invånare per kvadratkilometer.